# Астронаутичка индустрија
Астронаутичка индустрија се бави истраживањем, инжињерингом могућности путовања кроз атмосферу и космички простор. Резултати њеног рада се одражавају веома брзо на животе свих људи.
У многим индустријско развијеним земљама, астронаутичка индустрија се развија сарадњом јавне и приватне индустрије. Многе земље имају космичке програме под командом државне администрације, као на примјер, НАСА у САД, ЕСА (Европска свемирска агенција) у Европи, Канадска свемирска агенција у Канади, РКА (Руска космичка агенција) у Русији и Кинеска Национална космичка администрација.
Уједно са јавним космичким програмима, постоје многобројна приватна предузећа која раде за њих, производећи техничке дијелове, алате, космичка превозна средства и сателите. Неке од тих компанија у САД су Локид Мартин, Нортроп Граман, Боинг и Ербас у Француској.